# Acipenser sinensis

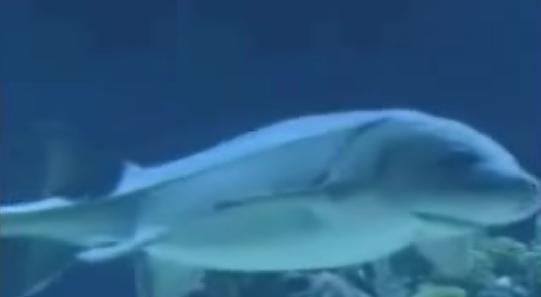
Acipenser sinensis

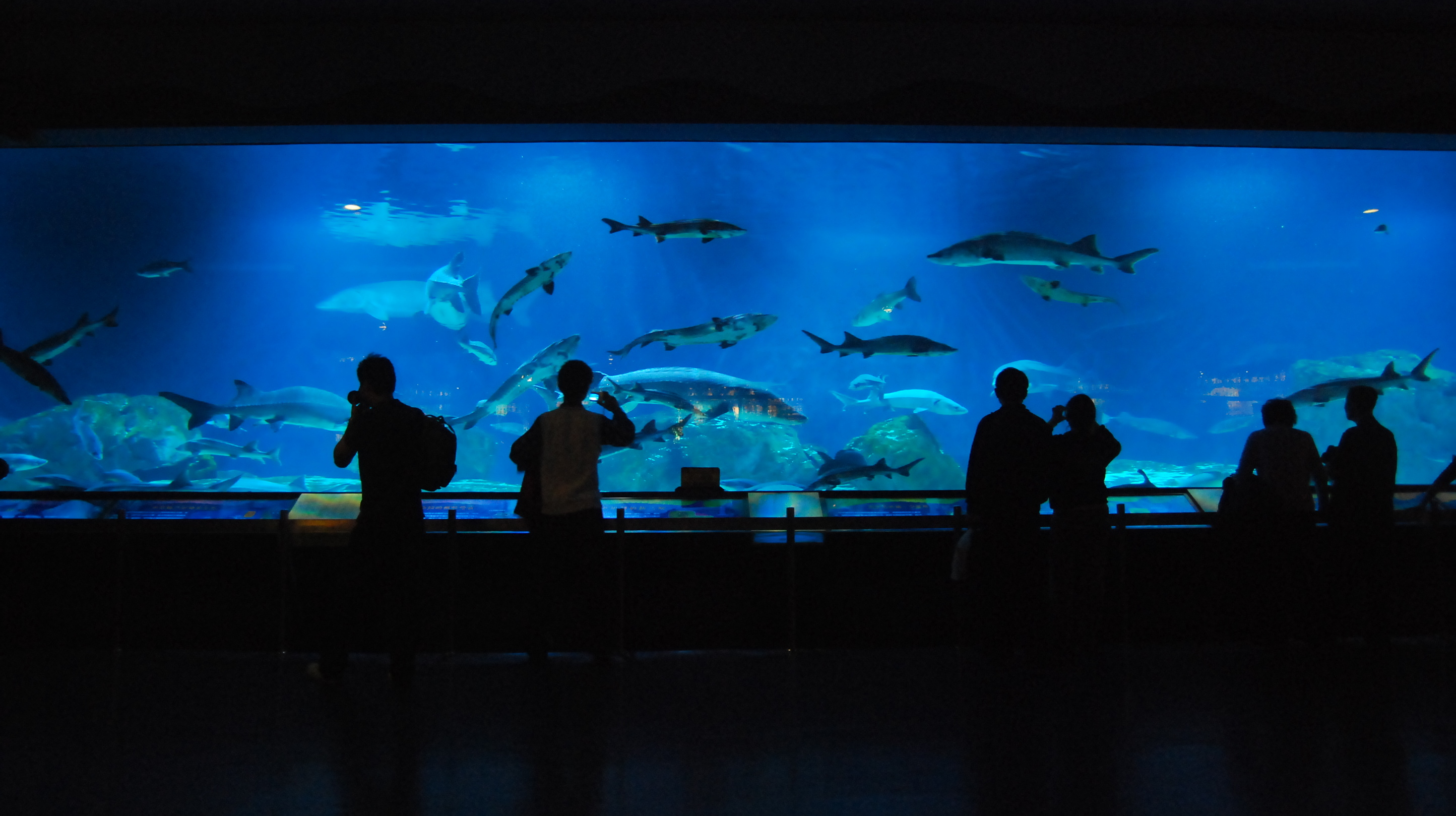
Acipenser sinensis a l'Aquari de Beijing

Acipenser sinensis és una espècie de peix pertanyent a la família dels acipensèrids. Pot arribar a fer 130 cm de llargària màxima (normalment, en fa 39) i 600 kg de pes. Té entre 50 i 57 radis tous a l'aleta dorsal i entre 32 i 40 radis tous a l'aleta anal. Pot viure fins a 13 anys.
És un peix d'aigua dolça, salabrosa i marina; demersal; anàdrom i de clima temperat (35°N-2°S, 97°W-132°E). Es troba al Pacífic nord-occidental: la Xina (incloent-hi el riu Perla), el Japó (la badia de Sagami) i Corea.
La sobrepesca, la fragmentació del seu hàbitat, l'alteració i els canvis en les condicions hidrològiques (sobretot per la construcció de les preses de Gezhouba l'any 1981 i de les Tres Gorges), l'increment del trànsit fluvial al riu Iang-Tsé i la contaminació de l'aigua suposen un impacte significatiu en la supervivència d'aquesta espècie. A més, forma part de la medicina tradicional xinesa.
És inofensiu per als humans.